# Cryptothele
Cryptothele is een geslacht van spinnen uit de familie mierenjagers (Zodariidae).

## Soorten
Het geslacht kent de volgende soorten:
- Cryptothele alluaudi Simon, 1893
- Cryptothele ceylonica O. P.-Cambridge, 1877
- Cryptothele collina Pocock, 1901
- Cryptothele cristata Simon, 1884
- Cryptothele doreyana Simon, 1890
- Cryptothele marchei Simon, 1890
- Cryptothele sundaica Thorell, 1890
  - Cryptothele sundaica amplior Kulczyński, 1911
  - Cryptothele sundaica javana Kulczyński, 1911
- Cryptothele verrucosa L. Koch, 1872